# Diagramă Euler

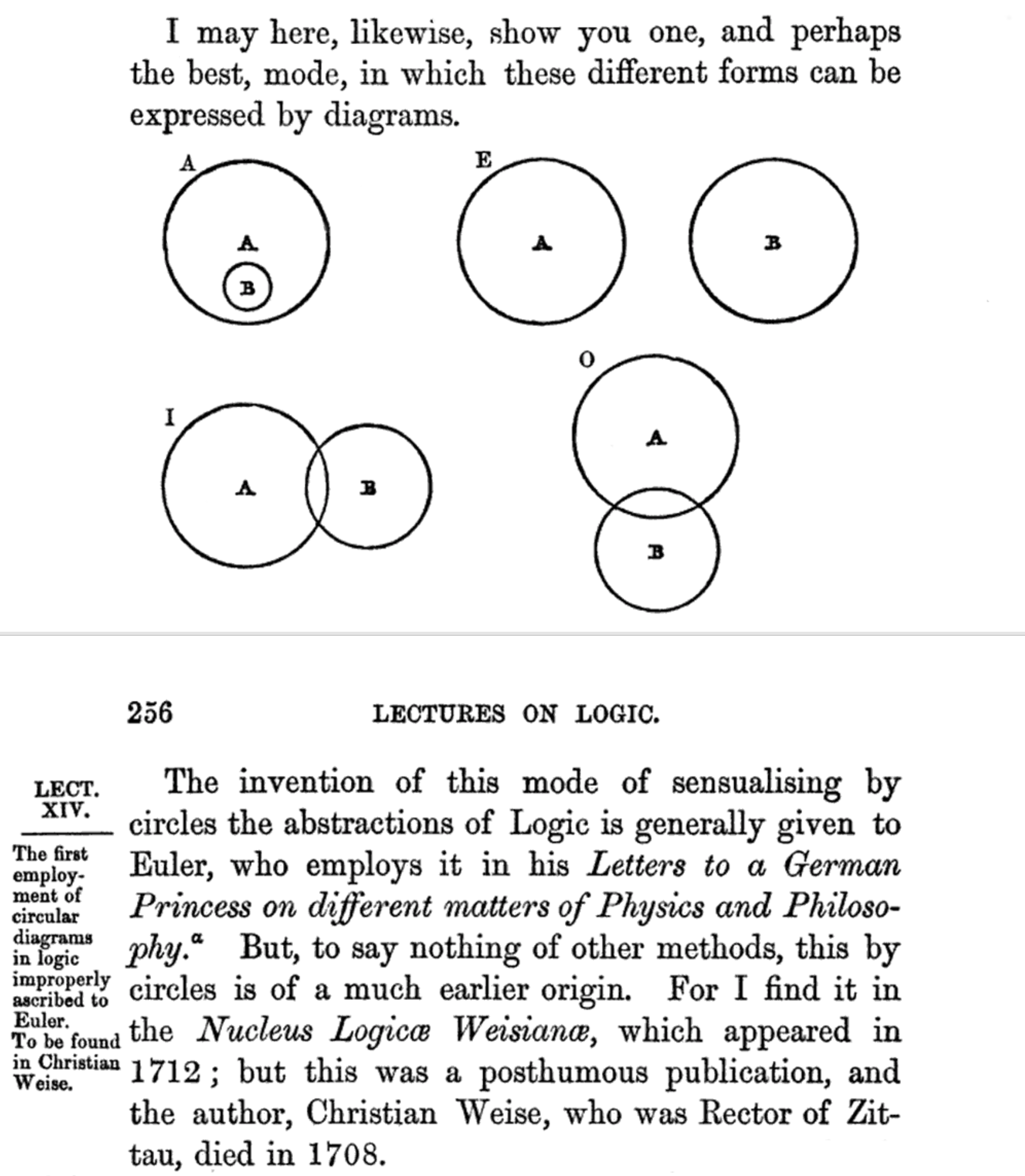

O diagramă Euler este un mijloc schematic de reprezentare a unor mulțimi și a relațiilor dintre acestea. Ele sunt deosebit de utile pentru explicarea ierarhiilor complexe și a definițiilor care se suprapun. Sunt similare cu diagramele Venn (care se mai numesc Euler-Venn).
Diagrama Euler este folosită în matematică, logică, management și alte domenii aplicate.  
Diagramele Euler se mai numesc cercuri Euler. „Cercuri” este un termen convențional; în loc de cercuri, pot exista alte forme. 
Pentru a rezolva o serie de probleme, Leonard Euler a folosit ideea de a descrie mulțimi folosind cercuri. Cu toate acestea, această metodă a fost folosită de remarcabilul filosof și matematician german Gottfried Wilhelm Leibniz înaintea lui Euler. Leibniz le-a folosit pentru a interpreta geometric conexiunile logice dintre concepte, dar a preferat totuși să utilizeze scheme liniare.